# Edward Jelinek

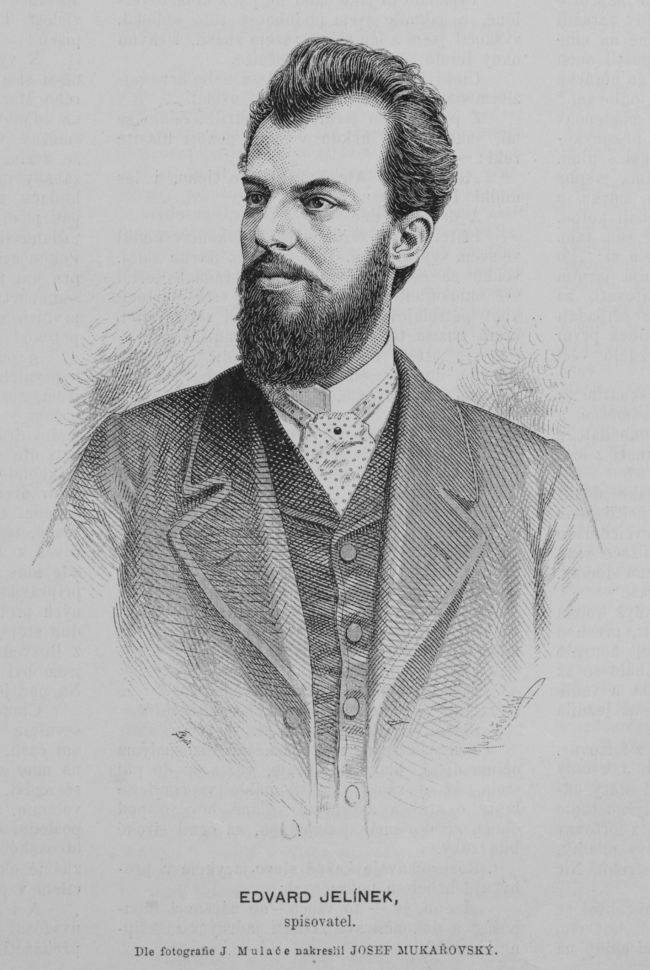
Edvard Jelinek (1891)

Edward Jelinek (ur. 6 czerwca 1855 w Pradze, zm. 15 marca 1897 tamże) – czeski pisarz i publicysta. Używał pseudonimów A. G. Popov, E. J. Pravda, E. J. Pražský lub Cyril Chod.

## Życiorys
Całe swe życie poświęcił sprawie jedności Słowian, w tym zwłaszcza braterstwa polsko-czeskiego. Zajmował się informowaniem obu narodów o sobie, pisząc dla Czechów po czesku, dla Polaków – po polsku. Wydał wiele prac o Polsce w języku czeskim, m.in. „Szkice Litewskie” (1886), „Szkice Warszawskie” (2 t., 1891–1894). Zamieszczał liczne artykuły w Tygodniku Ilustrowanym, w Kłosach, w Slovenskem Sborniku, Lumirze i in.
Był miłośnikiem Tatr. Wielokrotnie odwiedzał polskie Podhale, które dobrze poznał. Zatrzymywał się w Zakopanem, gdzie poznał i zaprzyjaźnił się z wieloma czołowymi postaciami ówczesnej podtatrzańskiej elity. Był uczestnikiem szeregu wielodniowych wycieczek tatrzańskich, organizowanych m.in. przez Walerego Eljasza czy Stanisława Witkiewicza.
Został pochowany na Cmentarzu Wyszehradzkim w Pradze.
Działalność E. Jelinka była przez Henryka Sienkiewicza oceniana bardzo wysoko. To z jego inicjatywy dla uczczenia zasług Jelinka w Dolinie Strążyskiej jednej ze skał nadano nazwę Skały Jelinka i wmurowano na niej jego popiersie i tablicę upamiętniającą.

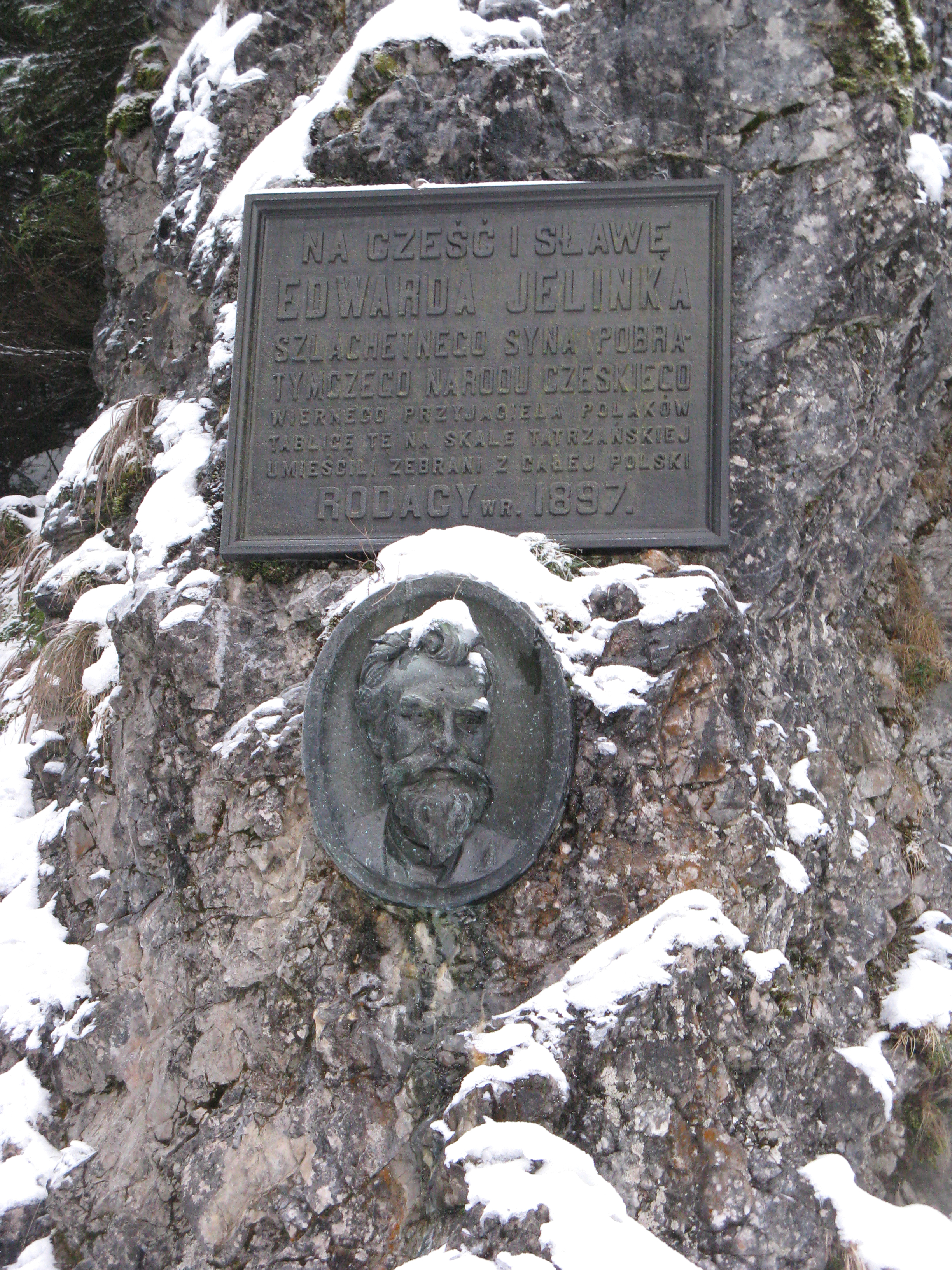
Tablica upamiętniająca Edwarda Jelinka w Dolinie Strążyskiej

## Dzieła
- Duševní práce pobratimých národův slovanských v r. 1876[3]
- Špachtova mluvnice polská[4]
- Ukrajinské dumy[5]